# Championnats d'Europe d'haltérophilie 1984
Navigation
Édition précédente Édition suivante
Les championnats d'Europe d'haltérophilie 1984, soixante-troisième édition des championnats d'Europe d'haltérophilie, ont eu lieu en 1984 à Vittorio Veneto, en Italie.